# Страсти-мордасти во второй степени
«Страсти-мордасти во второй степени» (Double, Double Toil and Trouble) — фильм 1993 года в жанрах комедии, приключения, семейного фэнтези.
Сюжет: семья Фармеров находится в больших долгах, они могут потерять свой дом. Юные близняшки Келли и Линн решают не допустить этого. Они обнаруживают, что кто-то очень нехороший ответственен за все проблемы в их семье. И это их тетя Агата. Благодаря лунному камню, который она нашла много лет назад, тетя Агата стала ведьмой. Девочки решают во что бы то ни стало отобрать у нее волшебный камень.
Режиссёр: Стюарт Марголин.
В ролях: Мэри-Кейт Олсен, Эшли Олсен, Клорис Личман, Фил Фондакаро.